# Lea (fleuve)
Pour les articles homonymes, voir Lea.
Le Lea est un fleuve (río en espagnol) situé dans le nord de l'Espagne dans la corniche cantabrique et aboutit directement dans la mer Cantabrique, dans la localité biscaïenne de Lekeitio. Cette rivière, avec la rivière Artibai donnent nom à la comarque Lea-Artibai.

## Parcours
La rivière naît dans les flancs de la Montagne Oiz, très près de la collégiale de Zenarruza. La rivière passe par le village de Ziortza-Bolibar, de Munitibar et Aulesti. On dit que cette zone est une pépinière de saumons grâce à ses marées.
Finalement cette rivière aboutit au port de pêche de la ville de Lekeitio pour se jeter dans le golfe de Gascogne.